# Samsung GT-S5230 Avila
Samsung GT-S5230 Avila, Samsung GT-S5230 Star – telefon komórkowy firmy Samsung. Konkurent dla Nokia 5320 oraz Nokia 5230. Stał się jednym z najlepiej sprzedających się telefonów na rynku. Przez półtora roku, od wejścia na rynek (maj 2009) do końcówki grudnia 2010 Avila znalazła się w rękach ponad 30 milionów osób.
Od 2010 roku jest również produkowany z dodatkowym modułem GPS nazwany Samsung GT-S5230 Avila G.

## Funkcjonalność
- wirtualna klawiatura qwerty
- 1000 kontaktów
- Czas
  - czuwania 400h
  - rozmów 220 min (3.7)
- Dyktafon
- MP3, radio
- Organizer: czas, timer, przypomnienie, kalkulator, kalendarz, budzik
- przeglądarka Jasmine
- akcelerometr
- funkcje Google: wyszukiwarka, poczta, mapa
- RSS
- Pamięć wbudowana 120 MB
- Pamięć książki telefonicznej 1000 pozycji
- Pamięć SMS 200 pozycji

Przytrzymanie przycisku regulacji głośności powoduje, że telefon generuje fałszywe połączenie przychodzące.